# BG 74 Göttingen (féminin)
Le BG 74 Göttingen (BG pour Basketballgemeinschaft) est un club féminin allemand de basket-ball issu de la ville de Göttingen. Le club appartient à la Damen Basketball Bundesliga soit le plus haut niveau du championnat allemand.
La section masculine du club évolue elle aussi dans l'élite.

## Entraîneurs successifs
- Depuis ? :  Vlastibor Klimes

## Joueuses célèbres ou marquants
- Nicole Castro